# Powiat morski
Der Powiat morski (deutsch Seekreis) war ein Powiat (Kreis) in der Woiwodschaft Pommerellen in Polen. Der Powiat bestand von 1928 bis 1951 und hatte 1946 eine Fläche von 1.281 km², auf der etwa 85.400 Einwohner lebten. Der Sitz des Powiat wurde 1928 von Gdynia (Gdingen) nach Wejherowo (Neustadt in Westpreußen) verlegt.
Der Zuschnitt des Powiat und seiner Gemeinden änderte sich mehrfach.

## Geschichte
Das Gebiet kam 1772 durch die erste polnische Teilung zum Königreich Preußen und gehörte 1919 zum Regierungsbezirk Danzig der Provinz Westpreußen des Deutschen Reichs. Mit Wirkung vom 20. Januar 1920 wurde es aufgrund der Bestimmungen des Versailler Vertrags an Polen abgetreten. Im Polnischen Korridor wurden die Kreise Neustadt (seit 1818) und Putzig (seit 1887) in die Powiate Wejherowski und Pucki umgewandelt. Die Stadt Zoppot kam vom Kreis Neustadt an die Freie Stadt Danzig, die Gemeinde Kniewenbruch blieb beim Deutschen Reich.
Der Powiat morski wurde zum 1. Januar 1927 aus dem Powiat Pucki gegründet, Teile des Powiat Wejherowski mit Gdynia kamen hinzu. Sitz wurde Gdynia, das 1926 die Stadtrechte erhalten hatte. Am 21. März 1928 wurde der Powiat Wejherowski aufgelöst, das Restgebiet kam zum Powiat morski mit Ausnahme der Gemeinden Linia (Linde), Kętrzyno (Kantrschin), Niepoczołowice (Niepotzolowitz), Tłuczewo (Klutschau) und Zakrzewo (Werder), die zum Powiat Kartuski kamen.
Der Sitz des Powiat wurde zur gleichen Zeit von Gdynia nach Wejherowo verlegt. Am 24. Januar 1929 wurde die Stadt Gdynia aus dem Powiat ausgegliedert und erhielt selbst die Rechte eines Powiat (Miasta na prawach powiatu, entsprechend einer Kreisfreiheit). Am 15. Juni 1934 kamen die Gemeinden Linia, Kętrzyno, Niepoczołowice, Tłuczewo und Zakrzewo vom Powiat Kartuski zurück zum Powiat morski.
Am 1. August 1934 wurden Gemeinden (Landgemeinden entsprechend der Preußischen Landgemeindeordnung) aufgelöst und durch Gemeindeverbünde (gminy wiejskie zbiorowe, Landgemeinden nach polnischem Recht) ersetzt. Im folgenden Jahr wurden die Gemeinden Cisowa (Ciessau) und Orłowo Morskie (Adlershorst) in die Stadt Gdynia eingemeindet.
Nach dem Überfall auf Polen wurde das Gebiet des Powiat völkerrechtswidrig annektiert. Der Powiat morski kam als Landkreis Neustadt (Westpr.) zum neuen Regierungsbezirk Danzig (Danzig-Westpreußen). Auf dem Kreisgebiet kam es zum Massaker von Piaśnica und weiteren Kriegsverbrechen. Im Frühjahr 1945 wurde die Region durch die Rote Armee besetzt und die völkerrechtliche Zugehörigkeit zu Polen wiederhergestellt. Unter der Besatzung zugewanderte Deutsche und Angehörige der deutschen Minderheit in Polen ergriffen die Flucht oder wurden vertrieben.
Der Powiat morski wurde am 1. Juli 1951 in die Powiate Wejherowski und Pucki aufgeteilt. Deren Zuschnitt entspricht nicht den Powiaten von 1927.

## Städte und Gemeinden
Der Powiat morski umfasste von 1935 bis 1945 zwei Städte und elf Landgemeinden:
Städte
- Wejherowo (Neustadt in Westpreußen) – Sitz des Powiat
- Puck (Putzig)

Landgemeinden (gminy wiejskie zbiorowe)
- Chwaszczyno (Quaschin)
- Hel (Hela)
- Kosakowo (Kossakau)
- Krokowa (Krockow)
- Luzino (Lusin)
- Puck
- Rumia (Rahmel)
- Strzelno (Strelno)
- Strzepcz (Strepsch)
- Wejherowo
- Wielki Donimierz (Groß Dennemörse)

Die Landgemeinde Wierzchucino (Wierschutzin) kam 1945 hinzu; die Landgemeinde Szemud (Schönwalde) gehörte dem Powiat von 1945 bis 1946 an.